# Измамата с колието
„Измамата с колието“ (на английски: The Affair of the Necklace) е американска историческа драма от 2001 г. на режисьора Чарлс Шайър. Във филма участват Хилари Суонк, Джонатан Прайс, Саймън Бейкър, Ейдриън Броуди, Джоули Ричардсън и Кристофър Уокън. Премиерата на филма в САЩ е на 7 декември 2001 г.